# Договір про українсько-російський кордон
Договір між Україною і Російською Федерацією про українсько-російський державний кордон — двосторонній міжнародний договір, що визначив лінію кордону України та Росії на суходолі.

## Положення
Під «українсько-російським державним кордоном» угода розуміє лінію та вертикальну поверхню, яка проходить по цій лінії, що розділяють державні території (сушу, води, надра і повітряний простір) Договірних Сторін від точки стику державних кордонів України, Російської Федерації та Республіки Білорусь до точки, розташованої на березі Таганрозької затоки.
Кордон проходить так, як це зазначено в Описі проходження державного кордону між Україною та Російською Федерацією. Опис і карти державного кордону, які додаються до Договору, становлять його невід'ємну частину.
Вважається, що точкою стику кордонів України, Росії та Білорусі є «Курган Дружби», або «Курган Три Сестри» — трифінія у селі Сеньківка Чернігівського району Чернігівської області, повністю на території України. За офіційною класифікацією ООН, ця точка потрійного стику має найменування «080 byruua» (в алфавітному порядку: by — Білорусь, ru — Росія, ua — Україна). Однак, на рівні тристороннього міжнародного договору вона не закріплена.

## Підписання і ратифікація
28 січня 2003 року під час візиту президента РФ Володимира Путіна до Києва був підписаний Договір про державний кордон між двома країнами, що зафіксував його сухопутну частину.
Україна ратифікувала угоду 20 квітня 2004 року, Російська Федерація — 22 квітня.
У період від підписання до ратифікації Договору відбувся конфлікт щодо острова Тузла, спричинений спорудженням Росією дамби в Керченській протоці від Таманського півострова до острова Тузла. На думку аналітиків, метою конфлікту було вчинення тиску на Україну стосовно делімітації кордону в Керченській протоці та Азовському морі.
Договір набрав чинності з дати обміну ратифікаційними грамотами, тобто з 23 квітня 2004 року.

## Виконання і порушення Договору
Синхронною ратифікацією Договору про українсько-російський державний кордон та Договору про співробітництво у використанні Азовського моря і Керченської протоки від 24.12.2003 р. було завершено правове оформлення лінії кордону на суходолі. 29.07.2010 р. набула чинності Угода про демаркацію українсько-російського державного кордону, що створило правові підстави для започаткування процесу позначення українсько-російського державного кордону на місцевості.
Проблема демаркації сухопутної частини українсько-російського кордону роками залишалася «замороженим» питанням у двосторонніх відносинах. Протягом багатьох років РФ всіляко гальмувала цей процес.
Оскільки через протидію Російської Федерації жодних заходів щодо демаркації кордону здійснено не було, Українська сторона ухвалила рішення в односторонньому порядку здійснити заходи щодо позначення кордону на місцевості. Безпосередньо демаркація кордону здійснювалась на підставі Розпорядження Кабінету Міністрів України від 14 травня 2015 р. «Про позначення українсько-російського державного кордону на місцевості».
Розпочавши збройну агресію проти України у 2014 році, Росія порушила фундаментальні норми та принципи міжнародного права, низку двосторонніх та багатосторонніх договорів та угод, зокрема і Договір про українсько-російський державний кордон.